# Parsloes Park
Parsloes Park est un parc public de 58 hectares situé à Dagenham, dans le borough londonien de Barking et Dagenham. Il appartient et est géré par le conseil d'arrondissement. Une petite zone en face de l'entrée de Wren Road est gérée pour la faune et désignée comme une réserve naturelle locale appelée Parsloes Park Squatts. 
Le parc tire son nom de la famille Passelewe, propriétaire du terrain au XIIIe siècle. Le terrain a été acquis par le London County Council en 1923. Le parlementaire Christopher Addison inaugura le parc le 13 juillet 1935, marquant ainsi l'achèvement officiel du domaine de Becontree. Il dispose d'une aire de jeux pour enfants, de terrains de football, de courts de tennis, d'un terrain de basket-ball, d'un terrain de boules et d'un lac. Parsloes Park Squatts est une zone de prairies acides et rugueuses avec une haie historique.   

Parsloes fait également partie du quartier londonien de Barking et de Dagenham. La population du quartier au recensement de 2011 était de 9 839 personnes.

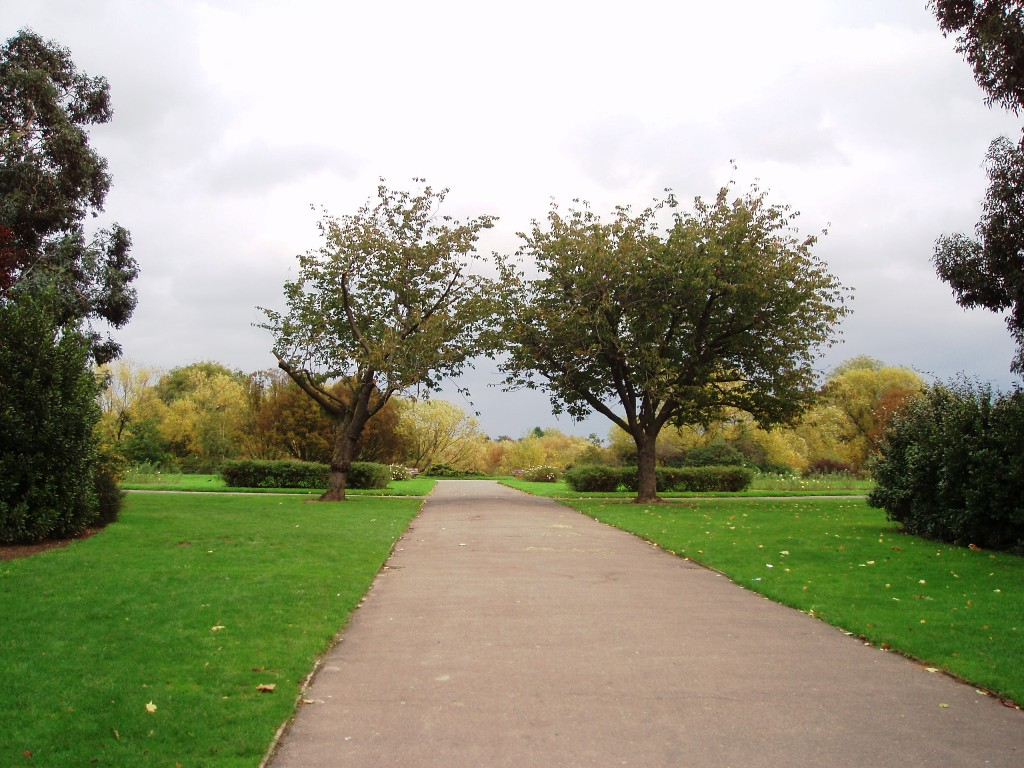
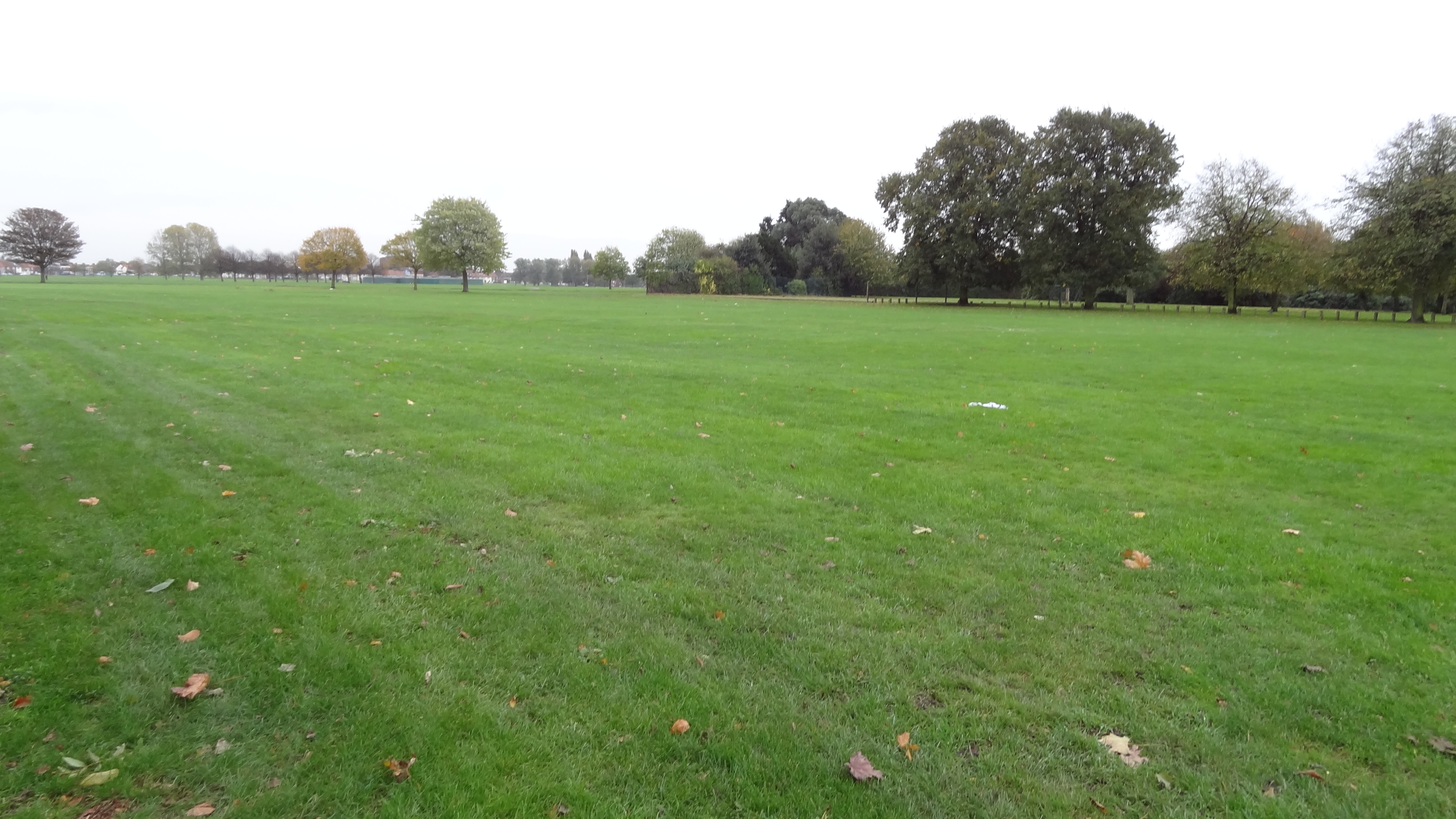
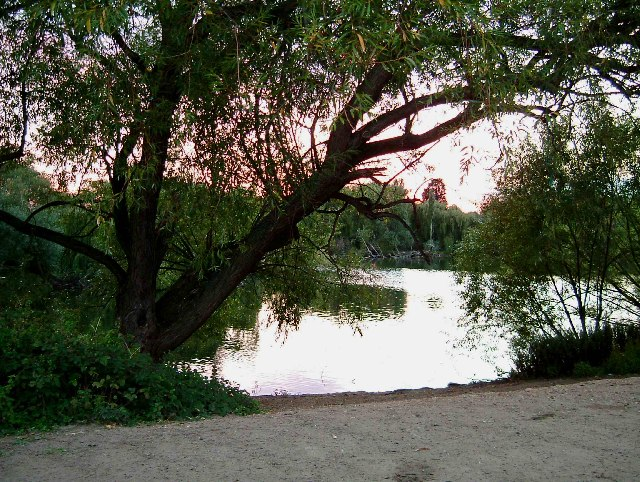
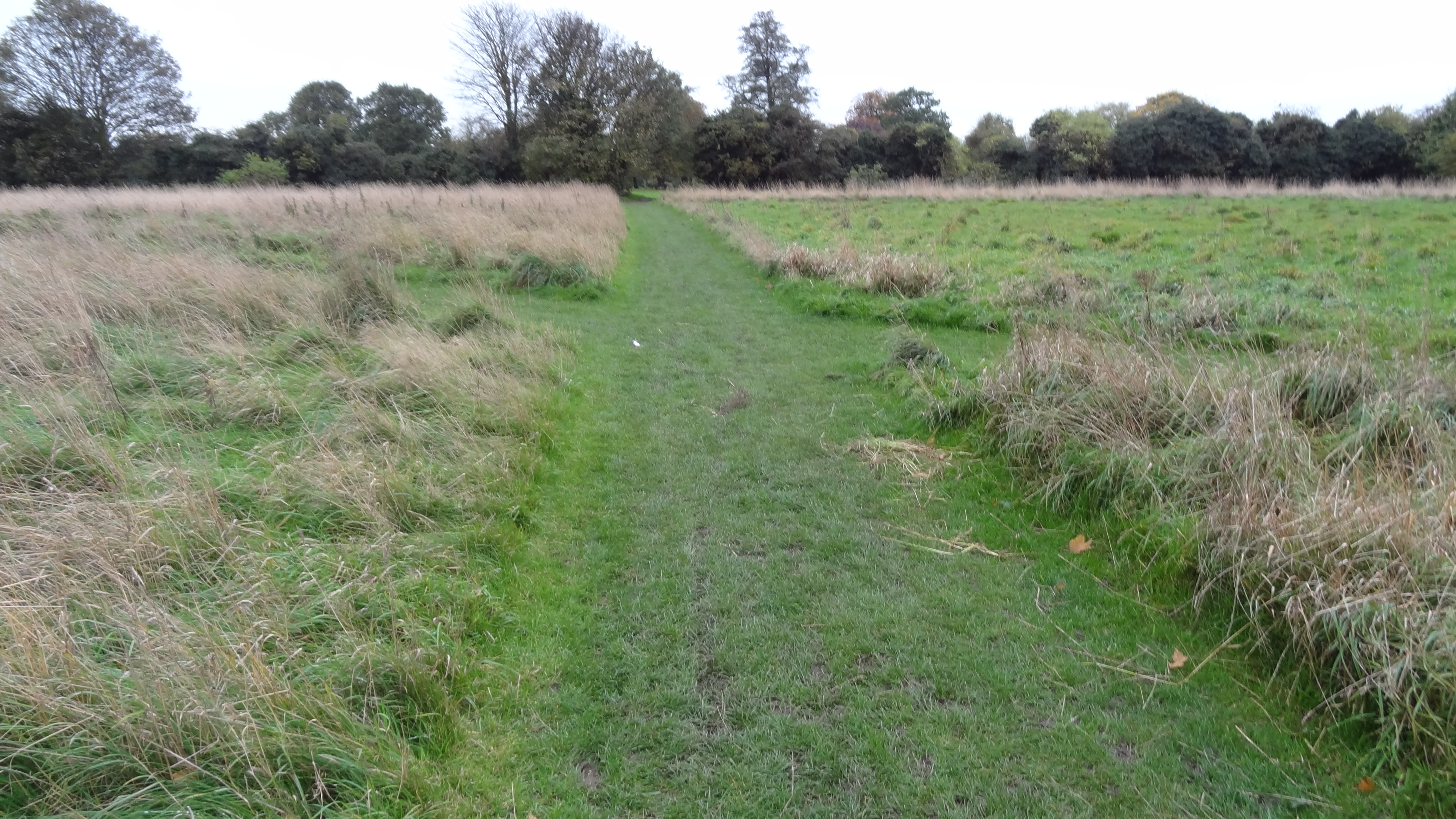